# Vaudémont
 Vaudémont  es una población y comuna francesa, en la región de Lorena, departamento de Meurthe y Mosela, en el distrito de Nancy y cantón de Vézelise.

## Demografía[3]
| 433 | 455 | 447 | 438 | 391 | 457 | 372 | 353 | 337 | 325 | abs. | 334 | 277 | 262 | 269 | 272 | 266 | 261 | 224 | 220 | 150 | 165 | 147 | 137 | 114 | 113 | 113 | 95 | 71 | 67 | 53 | 63 | 79 |
| Para los censos de 1962 a 1999 la población legal corresponde a la población sin duplicidades (Fuente: INSEE [Consultar]) |     |     |     |     |     |     |     |     |     |      |     |     |     |     |     |     |     |     |     |     |     |     |     |     |     |     |    |    |    |    |    |    |

## Historia

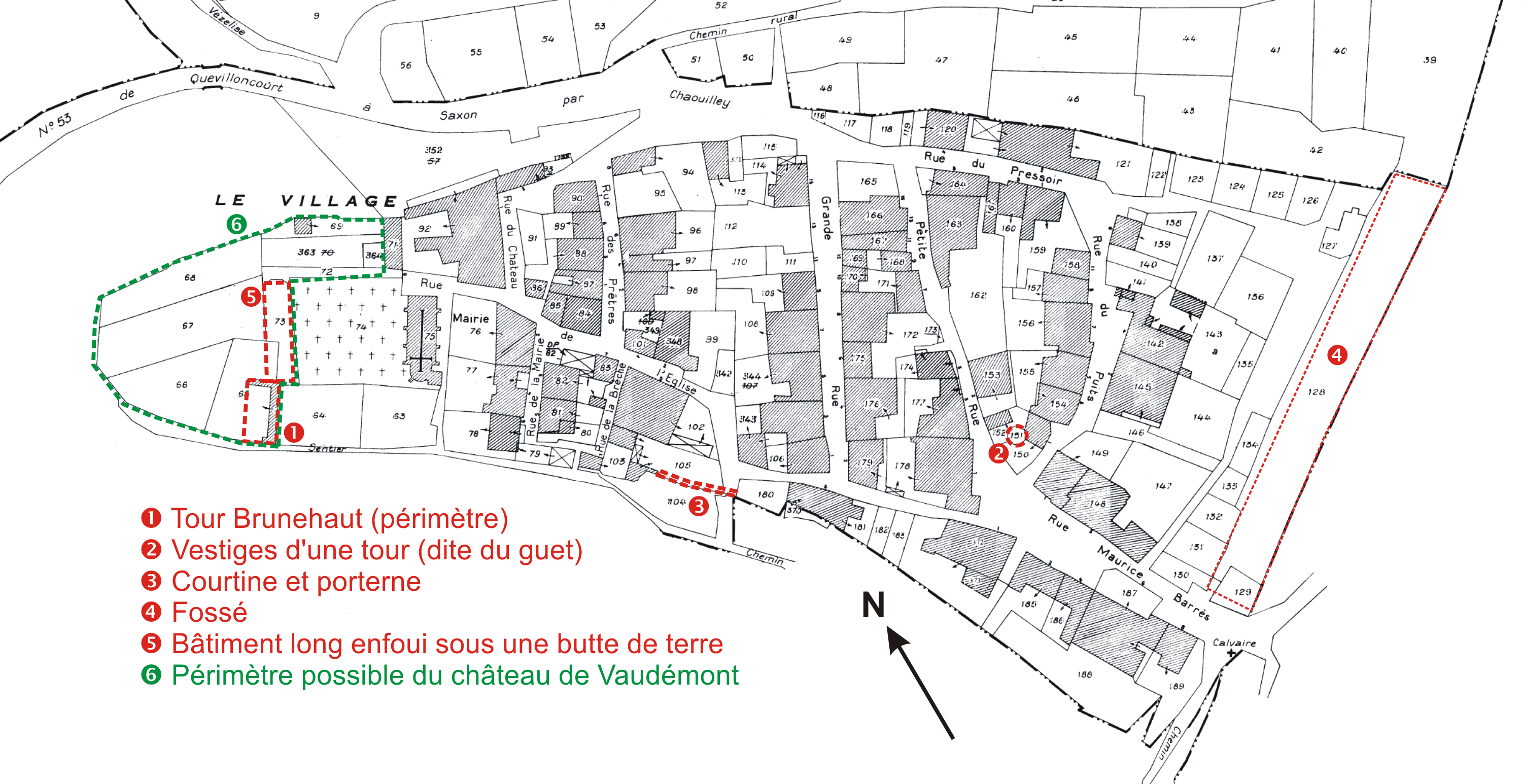
Localización de los restos de las fortificaciones de Vaudémont.

El nombre de Vaudémont proviene del dios germánico Wotan. En el año 1072 el emperador del Sacro Imperio Romano Germánico lo convierte en condado a favor de Gerard I, conde de Metz y duque de la Lorena.
A finales del siglo XI Gerard II hizo construir un castillo o donjon que más tarde será conocido como la torre Brunehaut, cuyos restos aún hoy son visibles.
El condado se unirá más tarde al ducado de Lorena y poco a poco perderá importancia frente al crecimiento de la ciudad capital Nancy.

## Lugares y monumentos[4]

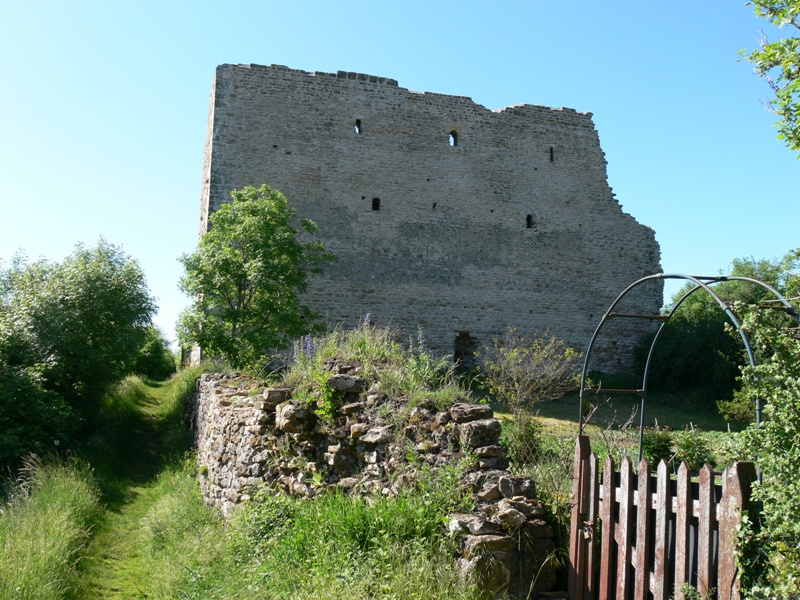
Torre de Brunehaut

* Torre de Brunehaut, rersto del castillo de Vaudémont, que fue cuna de la casa de los duques de Lorena.

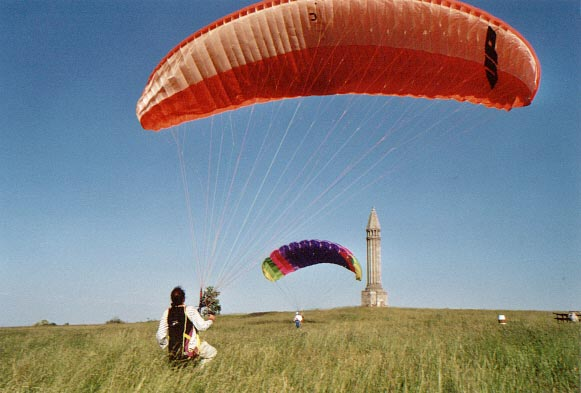
Monumento a Barrès

* Signal de Vaudémont (541 m s. n. m.), donde se alza desde 1928 al monumento a Barrès.